# Studená Vltava
Studená Vltava (německy Kalte Moldau nebo Altwasser) je pravostranný přítok Teplé Vltavy, do níž se vlévá uprostřed 1. zóny NP Šumava Mrtvý luh v nadmořské výšce 734 m u osady Chlum. Od jejich soutoku nese řeka jméno již jen Vltava. Celková délka Studené Vltavy činí přibližně 24 km (z toho 16,0 km na území České republiky). Plocha povodí měří 119,62 km².

## Průběh toku

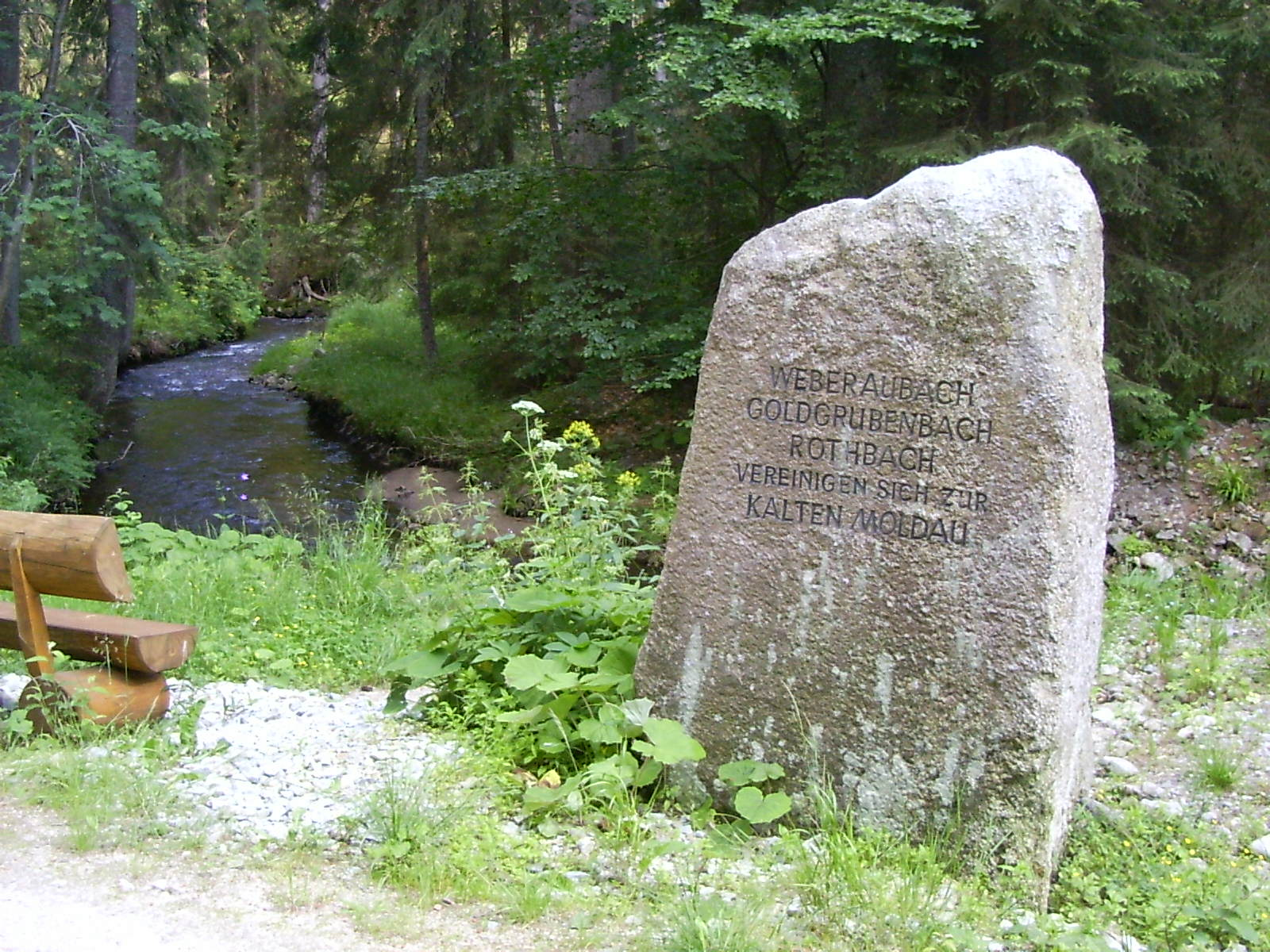
Soutok potoků Goldgrubenbach a Rothbach

Studená Vltava vzniká západně od obce Haidmühle v Bavorsku soutokem potoků (zdrojnic) Goldgrubenbach a Rothbach, pramenících na hoře Haidel (1166 m). Protéká Haidmühle, v délce 1,5 km tvoří německo-českou státní hranici a u Nového Údolí vtéká na území Česka. Od státní hranice teče do Stožce při průměrném sklonu dna 0,39 %, potom se sklon v úseku do Černého Kříže prudce zvyšuje na 0,76 % a v posledním úseku po soutok s Teplou Vltavou klesá na 0,17 %.

### Větší přítoky
- Světlá (hčp 1-06-01-045) – pravostranný přítok s plochou povodí 18,31 km².[2]
- Jelení potok (hčp 1-06-01-049) – pravostranný přítok s plochou povodí 8,77 km².[2]
- Mlýnský potok (hčp 1-06-01-051) – levostranný přítok s plochou povodí 11,07 km².[2]
- Hučina (hčp 1-06-01-053) – pravostranný přítok s plochou povodí 13,70 km².[2]

## Vodní režim
Průměrný průtok u ústí činí 2,04 m³/s.